# Er-rteb
Er-rteb  (in arabo الرتب‎?) è un centro abitato e comune rurale del Marocco situato nella provincia di Errachidia, regione di Drâa-Tafilalet. Conta una popolazione di 13 461 abitanti (censimento 2014).